# Mellicta alba
Mellicta alba är en fjärilsart som beskrevs av Rehfous 1905. Mellicta alba ingår i släktet Mellicta och familjen praktfjärilar. Inga underarter finns listade i Catalogue of Life.